# Santuario di Poggio Bustone
Il santuario e convento di Poggio Bustone, dedicato a San Giacomo, si trova a Poggio Bustone ed è uno dei quattro santuari francescani che delimitano il Cammino di Francesco nella Valle Santa reatina, insieme al convento di Greccio, al santuario della Foresta, e al santuario di Fonte Colombo.

## Storia

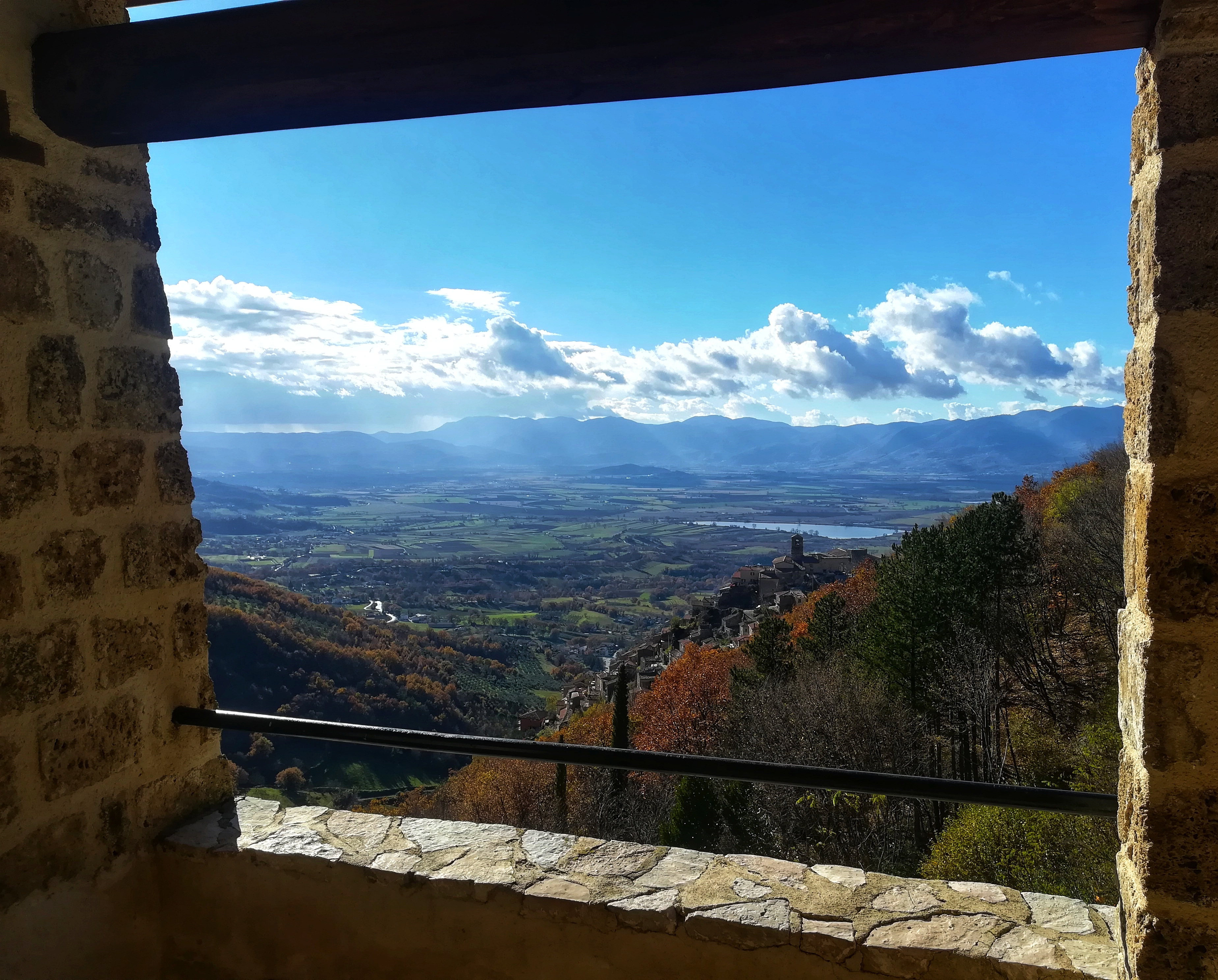
Panorama della Valle Santa dal Santuario

San Francesco giunse a Poggio Bustone con alcuni suoi compagni nell'estate del 1208, giunto da Assisi dopo aver attraversato Cascia e Leonessa.

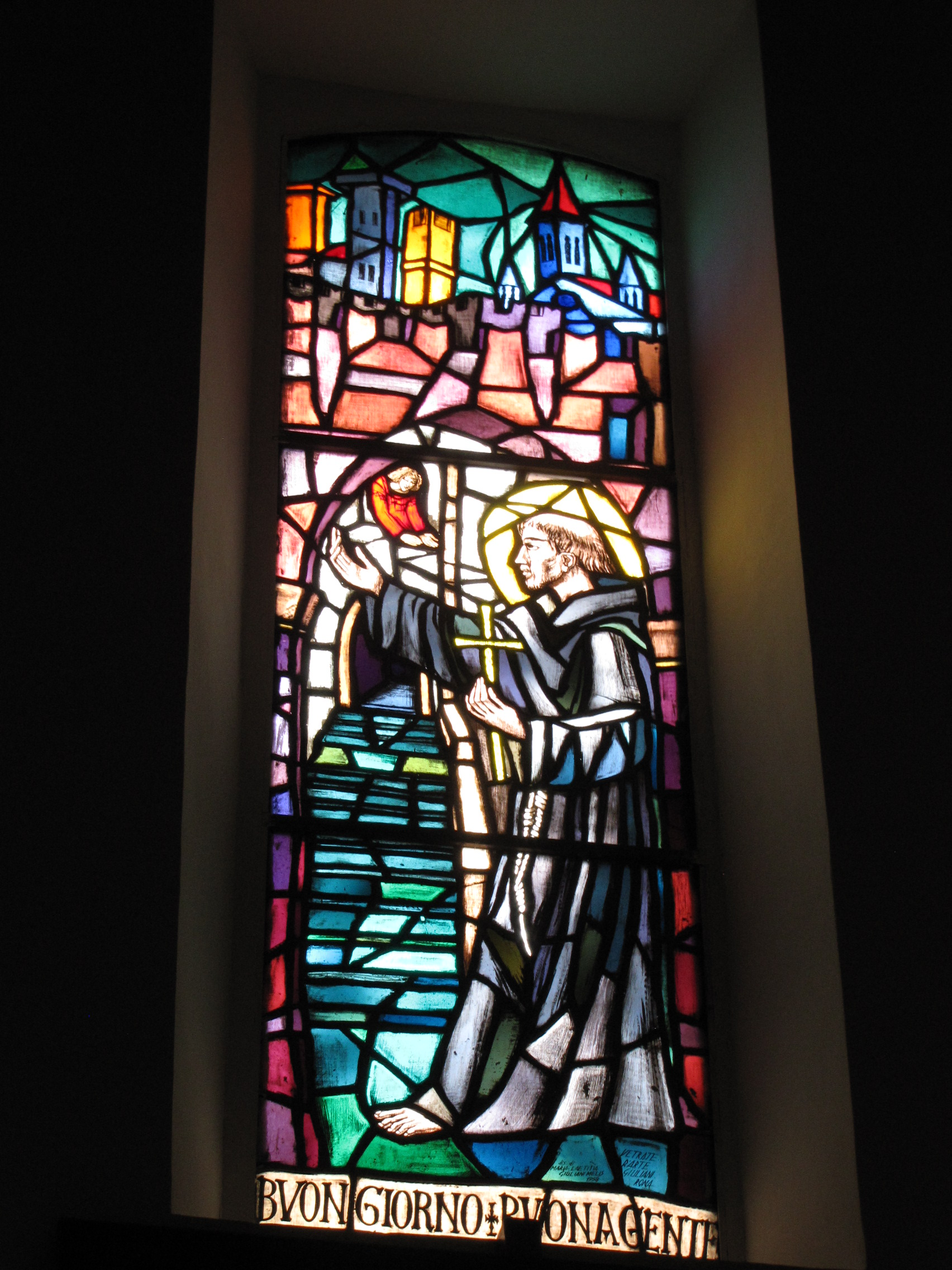
Una vetrata

Agli abitanti di Poggio Bustone il santo rivolgeva il famoso saluto: "Buongiorno, buona gente!". Cercando un luogo nascosto dove raccogliersi in meditazione, Francesco si rifugiò sui monti che sovrastano il paese, dove secondo la leggenda gli apparve un angelo che gli annunciò la remissione dei peccati da parte di Dio e gli preannunciò il luminoso futuro del suo Ordine.
La costruzione del santuario di Poggio Bustone iniziò nel Duecento, quando furono edificati il convento e la chiesina nel chiostro. A cavallo tra il Trecento e il Quattrocento fu ampliato il convento e fu costruita una nuova chiesa, mentre nel Seicento al convento venne aggiunto un altro piano. Risale al XX secolo l'edificazione del "Tempietto della Pace".

## Descrizione

### La chiesa
Nel santuario si trova la chiesa di San Giacomo, costruita verso la fine del Trecento, in cui si possono apprezzare affreschi che ritraggono la Madonna delle Grazie con il bambino e due angeli ai lati in adorazione, il castello di Poggio Bustone su cui vigilano San Francesco e Sant'Antonio, oltre alle artistiche vetrate e al tradizionale crocifisso in legno.

### Il convento

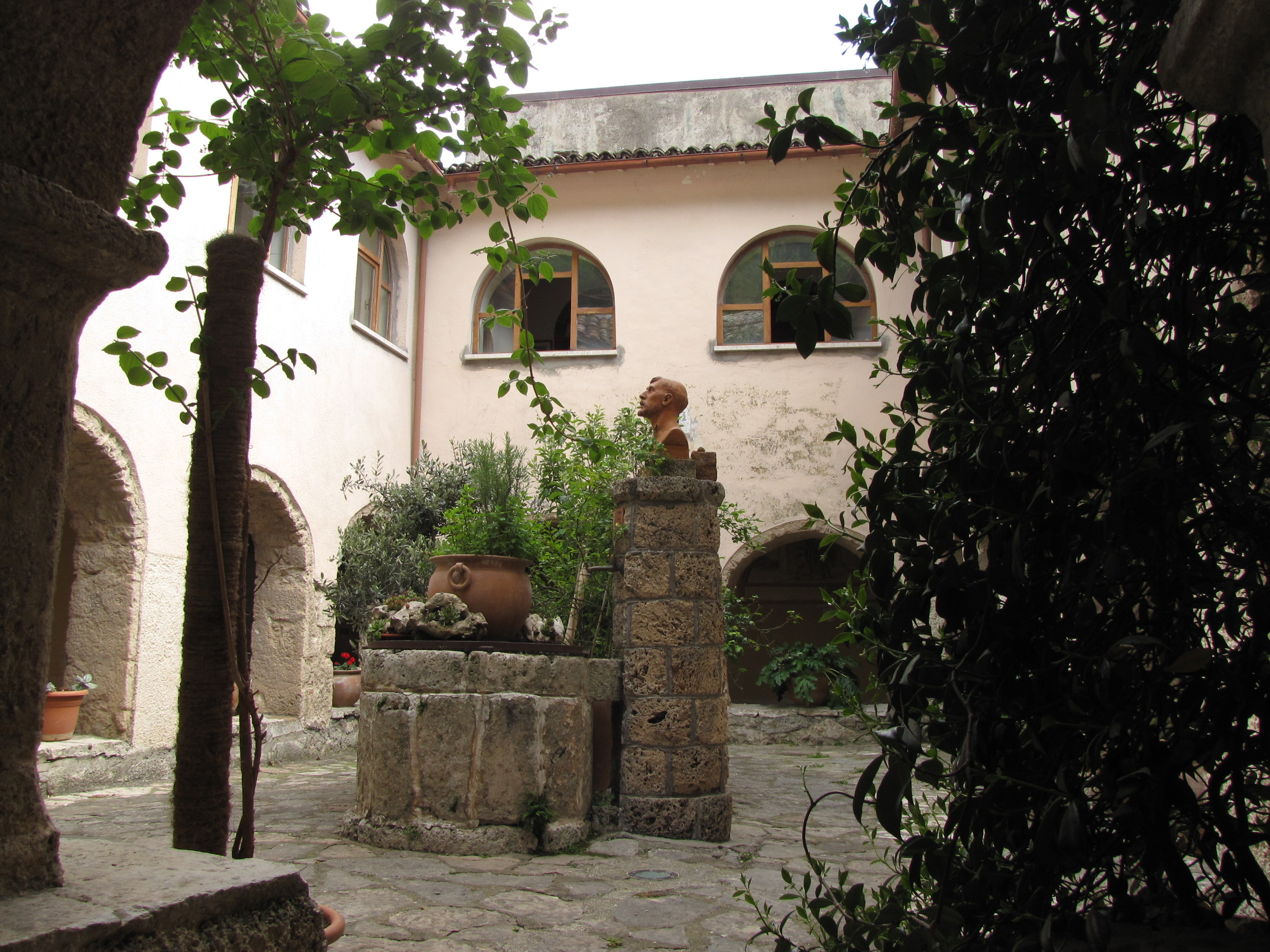
Il chiostro

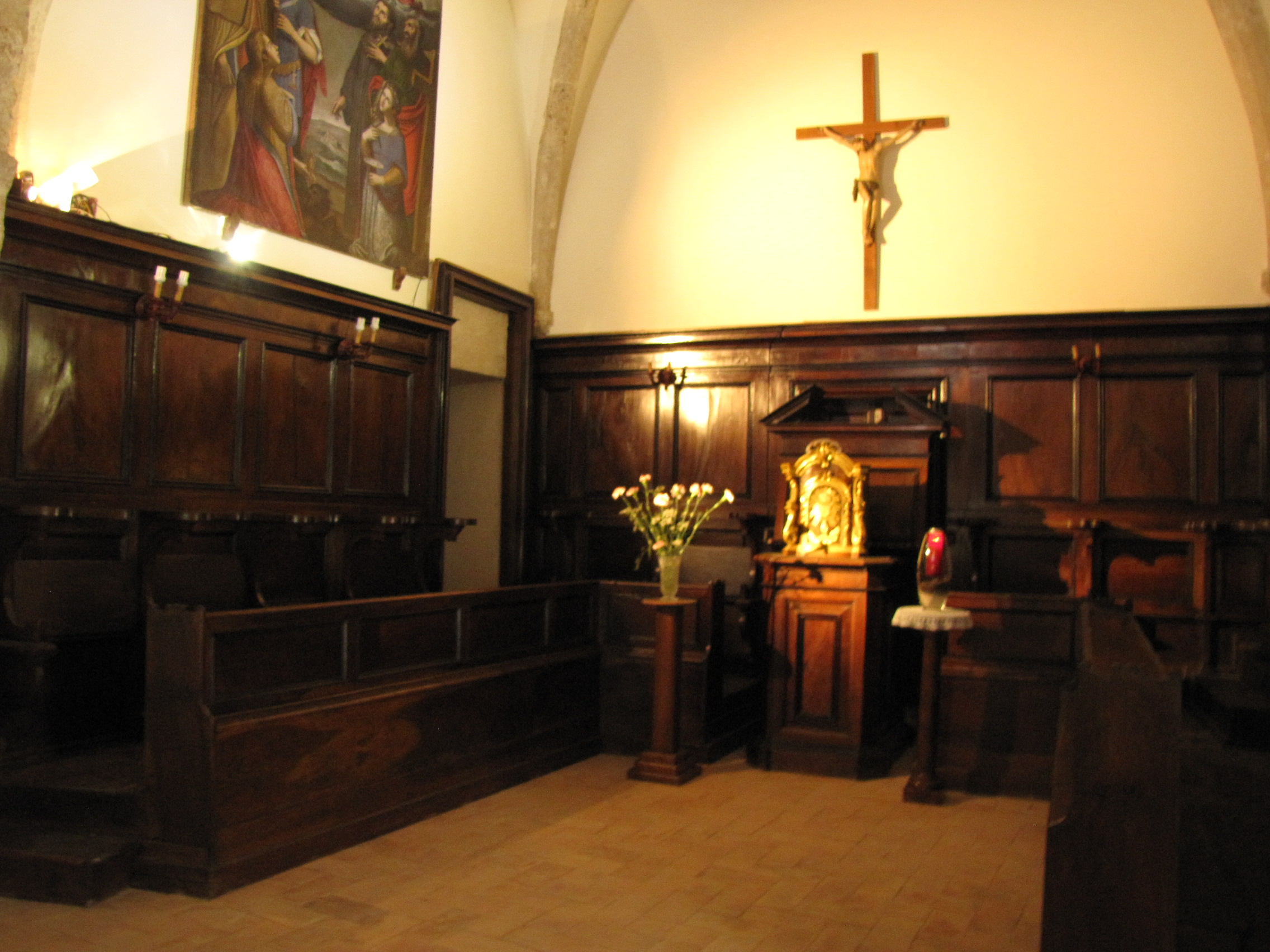

Nel convento risiedono i frati Francescani nei pressi del romitorio dove si fermò il Santo d'Assisi, e dove gli apparve l'Angelo.
Nel chiostro adiacente alla chiesa si possono trovare un quadro con le parole del "Cantico delle Creature", mentre nelle lunette sono raffigurati episodi della vita di San Francesco. Aperto al pubblico è il refettorio in cui si può trovare l'altare in legno con l'edicola dedicata a San Giacomo utilizzate da San Francesco e dai suoi primi seguaci.

### Santuario inferiore

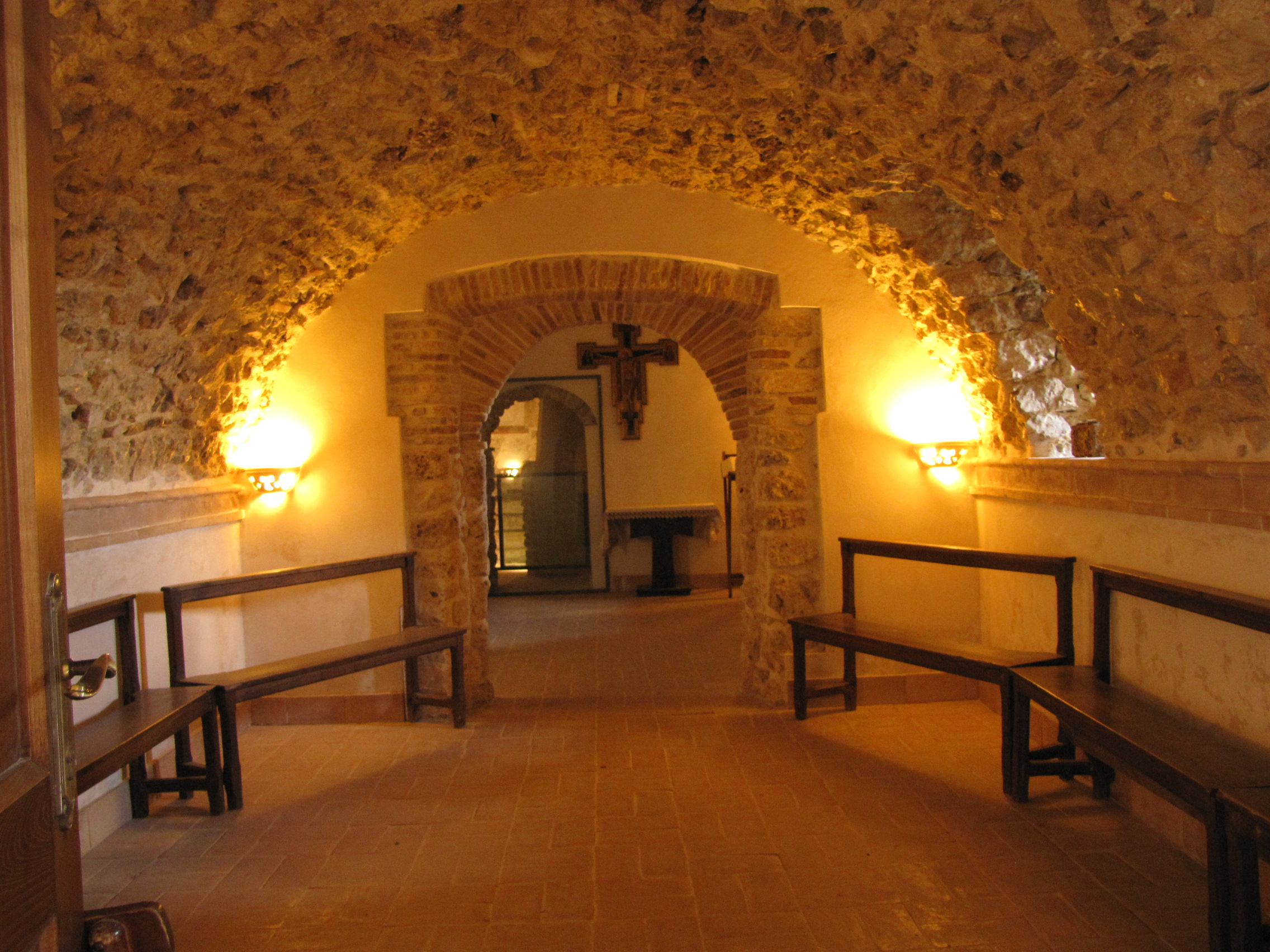
Il santuario inferiore

Il Santuario inferiore si trova nel convento ed è stato realizzato attorno al romitorio che i monaci benedettini misero a disposizione di San Francesco e dei suoi compagni.

### Santuario superiore o Grotta delle Rivelazioni

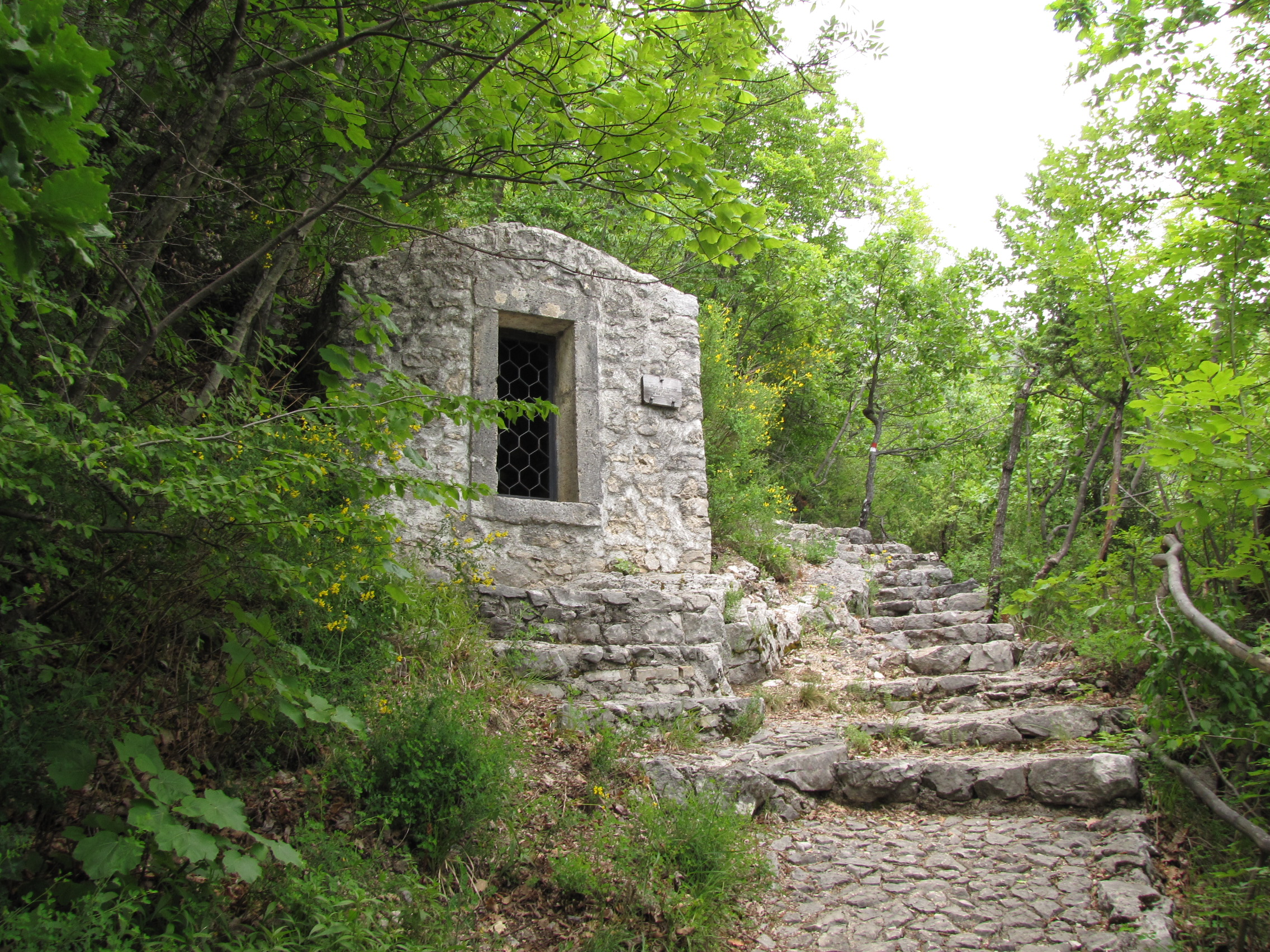
Il cammino per il santuario superiore e una delle cappelle poste lungo il sentiero

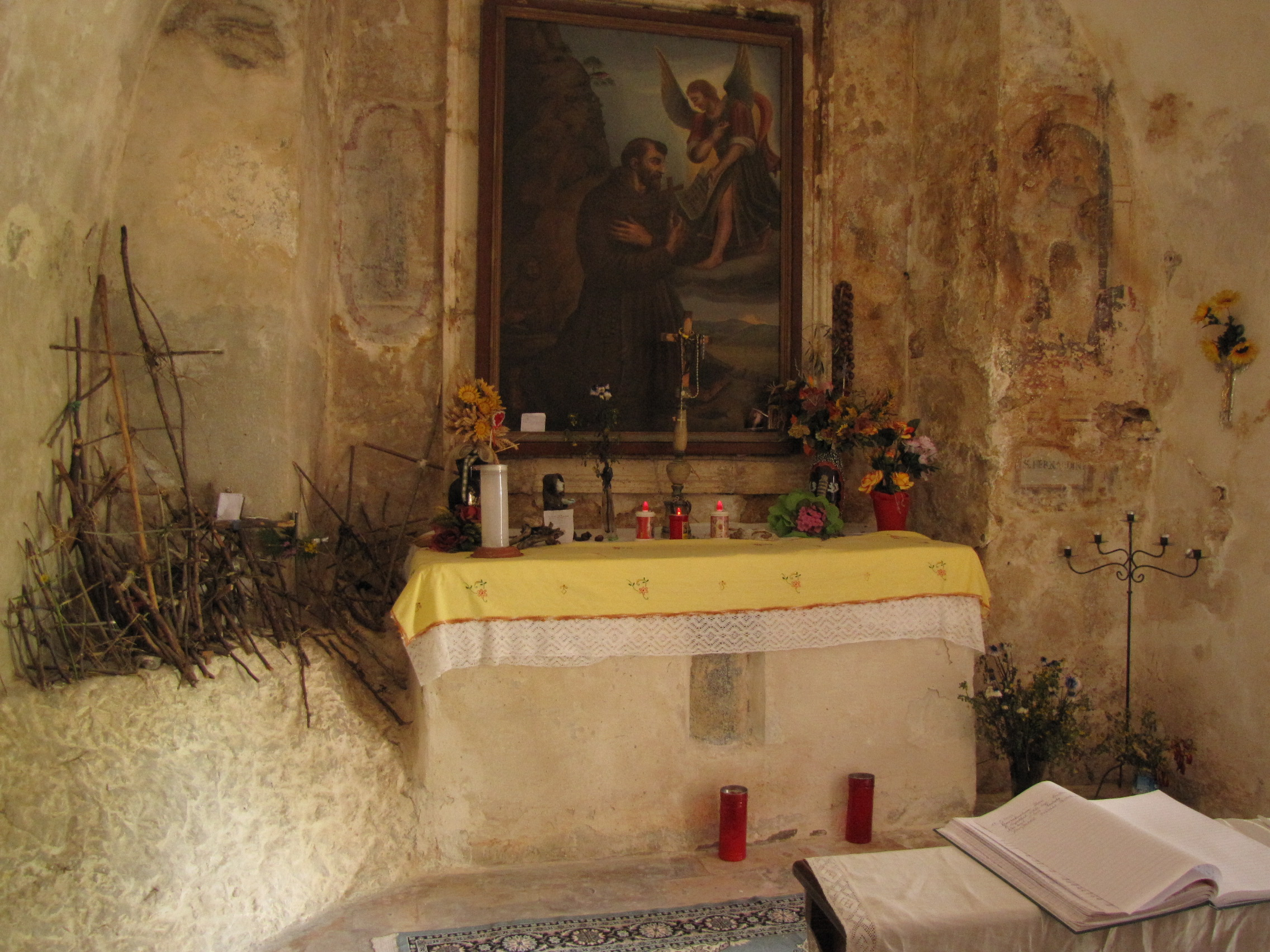
Il sacro speco

Il Santuario superiore o Grotta delle Rivelazioni è accessibile dal piazzale principale tramite un ripido sentiero segnalato in mezzo al bosco, che copre un dislivello di 400 metri e ospita lungo il suo percorso varie cappelle seicentesche, a ricordo di vari episodi accaduti al santo nel corso delle varie ascese alla grotta dove era solito pregare. La salita dura circa 30 minuti.
L'edificio del santuario superiore è assai rustico; la prima costruzione attorno alla grotta risale al Quattrocento, e fu ampliata nel 1634.

### Il tempietto della pace

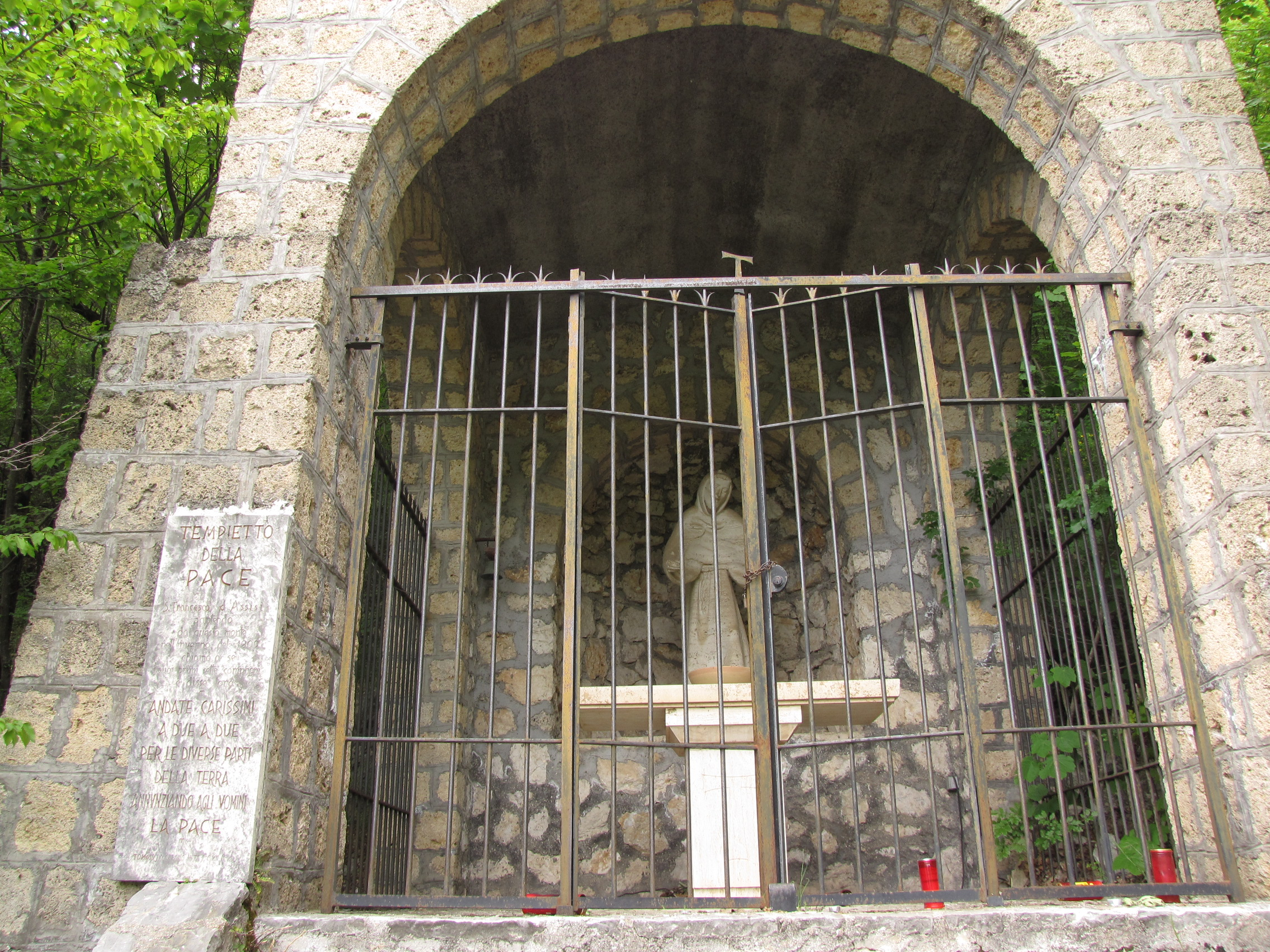
Il tempietto della Pace

Il tempietto della Pace si trova sul piazzale principale ed è stato costruito nel Novecento dall'architetto Carpiceci. Al suo interno si trova una statua di San Francesco in marmo dello scultore Lorenzo Ferri, ed una statua in bronzo che raffigura l'angelo che si china su San Francesco, del professor Ronchi.
Uscendo dal santuario, per raggiungere il Tempietto della Pace, si percorre un sentiero in cui sono poste le edicole della via crucis, ognuna composta da un diverso materiale (legno, marmo, bronzo, ceramica, ecc). Terminato il sentiero si può trova una statua in bronzo del Santo.